# 이라클리 치레키제
이라클리 주라비스 제 치레키제(조지아어: ირაკლი ზურაბის ძე ცირეკიძე, 1982년 5월 3일~)는 조지아의 유도 선수, 지도자이다. 2008년 하계 올림픽 남자 미들급에서 금메달을 획득했다.

## 경력
이메레티주의 마을인 트키불리에서 태어났다.
2007년 리우데자네이루에서 열린 2007년 세계 선수권 대회에서 그리스의 일리아스 일리아디스를 꺾고 우승하였다. 베이징에서 열린 2008년 하계 올림픽에서는 결승전에서 알제리의 아마르 베니클레프를 꺾고 금메달을 획득하였다.
은퇴 후 유도 지도자가 되었고, 2016년 하계 올림픽에서 조지아 유도 대표팀을 지도했다.